# 奈良晃
奈良 晃（なら あきら、1888年（明治21年）12月6日 - 1964年（昭和39年）1月5日）は、日本の陸軍軍人。最終階級は陸軍中将。

## 略歴
長崎県出身。奈良正英の長男として生まれる。大村中学校(現長崎県立大村高等学校)を経て、1911年(明治44年)5月、陸軍士官学校(23期)を卒業。士官学校では岡田資陸軍中将と同期であった。同年12月、歩兵少尉に任官し歩兵第46連隊付となる。参謀本部付勤務などを経て、1920年(大正9年)11月、陸軍大学校(32期)を卒業した。
1921年(大正10年)4月、参謀本部付勤務となり、歩兵第46連隊中隊長、参謀本部付(上海駐在)、参謀本部員を務め、1925年(大正14年)9月アメリカ駐在となり米陸軍歩兵学校で学んだ。1927年(昭和2年)5月、歩兵少佐に昇進し、同年12月に帰国。1931年(昭和6年)3月、歩兵中佐に進んだ。同年12月、第20師団参謀となり、第2師団参謀、近衛歩兵第4連隊付、第12師団参謀を務め、1935年(昭和10年)8月、歩兵大佐に昇進し本郷連隊区司令官に就任した。
1936年(昭和11年)12月、独立歩兵第12連隊長に転じ、豊橋陸軍教導学校歩兵生徒隊長を経て、1938年(昭和13年)7月、陸軍少将に進級し留守第9師団司令部付となる。1939年(昭和14年)3月、歩兵第26旅団長に発令され日中戦争に出征。宜昌作戦などに参戦した。1941年(昭和16年)3月、陸軍中将に進み第65独立歩兵団長に就任。同年10月、独立歩兵第65旅団長に充用され太平洋戦争に出征。フィリピンの戦いに参戦した。1942年(昭和17年)11月、西部軍司令部付となり帰国し、1943年(昭和18年)1月、予備役に編入された。
1945年(昭和20年)7月、召集を受け西部軍管区司令部兵務部長に就任し、同年10月、召集解除となった。その後、B級戦犯容疑で逮捕され、1946年(昭和21年)10月、終身刑の判決を受けた。1947年（昭和22年）11月28日、公職追放仮指定を受けた。1952年(昭和27年)8月、巣鴨拘置所から釈放された。
その後、全国肢体不自由児学校PTA連合会長を務めたが、長女が嫁いだ佐上信一の長男(戦死)との間に生まれた孫が、ポリオウイルスに感染した事が影響しており、孫の通う東京都立光明学園のPTA会長になった事から始まっている。出身地の長崎県繋がりもあり力道山の初代後援会長も努めていた。
因みに1974年(昭和49年)にルバング島から帰国した小野田寛郎は遠縁にあたる。

## 栄典
- 1939年（昭和14年）11月13日 - 勲二等瑞宝章[6]

## 親族
- 義兄 深堀游亀（陸軍中将）[1]